# Herbita transcissa
Herbita transcissa là một loài bướm đêm trong họ Geometridae.